# Матвєєва Людмила Іллівна
Матвєєва Людмила Іллівна (26 січня 1942, Бетюнський наслег Намського улуса Якутської АРСР — 2007) — заслужена лікарка Республіки Саха (Якутія), кандидатка медичних наук, відмінниця освіти і науки Республіки Саха (Якутія), лікарка вищої кваліфікаційної категорії. Головна лікарка Республіканського дитячого туберкульозного санаторію (1980—2007).